# Challenger Ciudad de Guayaquil 2021
Il Challenger Ciudad de Guayaquil 2021 è stato un torneo maschile di tennis giocato su terra rossa. Era la 20ª edizione del torneo, facente parte della categoria Challenger 80 nell'ambito dell'ATP Challenger Tour 2021. Si è giocato al Guayaquil Tennis Club di Guayaquil, in Ecuador, dal 1º al 7 novembre 2021.

## Partecipanti

### Teste di serie
| Nazionalità | Giocatore               | Ranking* | Testa di serie |
| ----------- | ----------------------- | -------- | -------------- |
| Spagna      | Jaume Munar             | 75       | 1              |
| Argentina   | Facundo Bagnis          | 81       | 2              |
| Colombia    | Daniel Elahi Galán      | 106      | 3              |
| Argentina   | Sebastián Báez          | 112      | 4              |
| Argentina   | Francisco Cerúndolo     | 113      | 5              |
| Brasile     | Thiago Seyboth Wild     | 126      | 6              |
| Bolivia     | Hugo Dellien            | 128      | 7              |
| Argentina   | Tomás Martín Etcheverry | 133      | 8              |

* Ranking al 25 ottobre 2021.

### Altri partecipanti
I seguenti giocatori hanno ricevuto una wild card per il tabellone principale:
- Facundo Bagnis
- Álvaro Guillén Meza
- Diego Hidalgo

I seguenti giocatori sono entrati in tabellone come alternate:
- Facundo Díaz Acosta
- Alexis Galarneau

I seguenti giocatori sono passati dalle qualificazioni:
- Nicolás Álvarez
- Daniel Dutra da Silva
- Alejandro González
- Facundo Juárez

Il seguente giocatore è entrato in tabellone come lucky loser:
- Nicolás Álvarez Varona

## Punti e montepremi
| Torneo    | Torneo              | V     | F     | SF    | QF    | 2T  | 1T  | Q | Q2  | Q1  |
| Singolare | Punti               | 80    | 48    | 29    | 15    | 7   | 0   | 4 | 2   | 0   |
| Singolare | Premi in denaro ($) | 7 200 | 4 240 | 2 510 | 1 460 | 860 | 520 | – | 260 | 130 |
| Doppio    | Punti               | 80    | 48    | 29    | 15    | –   | 0   | – | –   | –   |
| Doppio    | Premi in denaro ($) | 3 100 | 1 800 | 1 080 | 640   | –   | 360 | – | –   | –   |

## Campioni

### Singolare
Alejandro Tabilo ha sconfitto in finale  Jesper de Jong con il punteggio di 6–1, 7–5.

### Doppio
Jesper de Jong /  Bart Stevens hanno sconfitto in finale  Diego Hidalgo /  Cristian Rodríguez con il punteggio di 7–5, 6–2.